# بول مايي
بول مايي (بالفرنسية: Paul Maye)‏ مواليد 19 أغسطس 1913 في بايون توفي في 19 أبريل 1987 في بياريتز، كان دراج فرنسي في صنف سباق الدراجات على الطريق.

## سجل النتائج

### سباقات أو مراحل فاز بها
- طواف فرنسا

## وصلات خارجية
- الموقع الرسمي

## روابط خارجية
- بول مايي على موقع أرشيف الدراجات (الإنجليزية)
- بول مايي على موقع إحصائيات الدراجات الإحترافية (الإنجليزية)
- بول مايي على موقع CycleBase (الإنجليزية)